# Rhaphidophora lobbii
Rhaphidophora lobbii — вид квіткових рослин із родини Araceae, роду Rhaphidophora. Це ліана, рідним ареалом якої є Таїланд, Малайзія, Філіппіни.